# Red indijske krune
Red indijske krune (engleski: Order of the Crown of India) britansko je viteško odlikovanje koje je utemeljila krajlica Viktorija 1878. godine, kada je postala indijskom vladaricom. Dodjeljuje se isključivo ženama koje su djelovale u Indiji prema nalogu britanske krune, a među primateljicama našle su se i vojvotkinje, baronete, plemkinje i grofice Engleske, Walesa, Škotske, Kanade i Sjeverne Irske. Osim njih, odlikovanje se isključivo dodjeljivalo još i britanskim princezama, ženama ili rođakinjama indijskih prinčeva i ženama ili rođakinjama osoba koje su nosile ove naslove:
- Potkralj Indije,
- Glavni guverner Indije,
- Guverner Madrasa
- Guverner Bombaja
- Guverner Bengala
- Ministar vanjskih poslova UK-a,
- Indijski državni tajnik.

Prve primateljice reda bile su Aleksandra Danska, njemačka princeza Viktorija i britanske princeze Alice, Helena i Beatrice.

## Vanjske poveznice
- Google knjige, The India List and India Office List, Harrison and sons. 1905. (engl.)